# Paepalanthus elatissimus
Paepalanthus elatissimus är en gräsväxtart som beskrevs av Silveira. Paepalanthus elatissimus ingår i släktet Paepalanthus och familjen Eriocaulaceae. Inga underarter finns listade i Catalogue of Life.